# أمفورة الهور
أمفورة الهور (ترجمة الاسم العلمي من اليونانية: helos هيلوس «هور» وamphoreus أمفورس «أمفورة») هو جنس يحتوي على 23 نوعًا من نباتات الإبريق تستوطن أمريكا الجنوبية.

## وصلات خارجية
- - The Genus Heliamphora
  - Growing Heliamphora
  - Propagating Heliamphora
  - Propagation—Heliamphora Leaf Pullings